# Cuestión de principios
Cuestión de principios es una película de Argentina dirigida por Rodrigo Grande sobre el guion que coescribió con Roberto Fontanarrosa que se estrenó en 2009 y tuvo como principales intérpretes a Federico Luppi, Norma Aleandro, Pablo Echarri y María Carámbula.

## Sinopsis
Adalberto Castilla es un hombre de edad avanzada, y de muy correctos y antiguos modales, de los cuales vive jactándose en reuniones familiares y en ambiente de trabajo. A su vez, es un modesto empleado portuario a punto de jubilarse, y en dicha empresa, un cambio de personal trae como nuevo jefe a Silva, un joven de carrera brillante y experiencia en el exterior. Esto molesta a Castilla, quien cree que todo aquel que llega joven a puestos de jerarquía es corrupto y no duerme tranquilo, cosa que él sí hace. 
Silva no presta mucha atención a Castilla en el inicio de su gestión, pero una visita fortuita de Castilla al despacho de Silva, sirve para descubrir que este último posee una colección de la Revista Tertulias. Castilla pregunta a Silva acerca de esta colección, sorprendido porque es una revista muy vieja, de la cual él posee un ejemplar que atesora, debido a que contiene una foto en la que aparece su padre. Silva la responde que las colecciona, como anteriormente había coleccionado otras cosas, como marquillas de habanos, o latas de gaseosa, y que con esa colección no tuvo suerte, dado que le falta un solo ejemplar, que buscó por todo el mundo, sin éxito. Castilla le comenta acerca del único número que él guarda con motivo de la foto publicada, y Silva le pide por favor que verifique el número de la revista, anotándole en un papel el número 148, que es el que le falta para completar la colección. Una vez en su casa, Castilla descubre que el número que él tiene es efectivamente el 148. 
Silva está armando su primera reunión de directorio, nervioso por la impresión que causará a los otros directores. Ubica a los otros miembros en la mesa a conveniencia suya y finge ser llamado por teléfono para evadir de preguntas incómodas. Una vez que la reunión llega a su fin y Silva siente que salió airoso de la misma, llega Castilla con una carpeta para entregársela. Antes de que Castilla salga de la reunión, Silva lo interroga acerca de si chequeó el número de la revista que estaba en su poder. Castilla entonces responde que efectivamente es el número 148, la que a Silva le falta. Silva se alegra mucho, dado que la buscó por todo el mundo y le dice a Castilla que más tarde hablan en privado acerca del tema, adelantándole que desea comprársela, a lo que Castilla responde delante de todos los presentes en la reunión que él no estaba dispuesto a venderla, que para él el valor afectivo de esa revista era enorme, y que no todo en esta vida podía comprarse con dinero. Esto molesta mucho a Silva, quien se ve desautorizado y sermoneado por un empleado delante de toda la cúpula.
Las tentadoras ofertas de su obsesivo jefe provocarán un conflicto entre Castilla y su familia.

## Reparto
- Federico Luppi como Adalberto Castilla
- Norma Aleandro como Sarita
- Pablo Echarri como Silva
- María Carámbula como Ines
- Pepe Novoa como Reiner
- Mabel Pessen como Magda
- Oscar Nuñez como Angelito
- Oscar Alegre como Jáuregui
- Mónica Antonópulos como Adriana
- Valeria Lorca como Susana
- Mateo Izza como Ariel
- Mario Vidoletti como Torriglia
- Emanuel Gardini como Rolito
- Daniel Olmos como Frugoni
- Natalia Dal Molin como Julia
- Agostina Saric como Princesa
- Mariano Raimondi como Marcelo
- Carlos Martínez como Doval
- Josefa Elisa Abbena como Madre de Sarita
- David Flori como Tolo
- Anselmo Salvatori como Ernesto
- Matias Sabella como Jáutegui Joven
- Lucas Maceratesi como Cachito
- Rubio Ranzini como Adriancito
- Juan Manuel Raimondi como Mozo
- Nerina Gallo como Alumna
- Valentina Godfrid como Chica Linda
- Casmito como Casmito
- Raul Santangelo como Directorio de la Empresa
- Rogello Balle como Directorio de la Empresa
- Gustavo Soboliosky como Directorio de la Empresa
- Pedro Jáuregui como Directorio de la Empresa
- Rubén Fernández como Directorio de la Empresa
- Chelo Molina como Directorio de la Empresa
- Chiquito Martorell como Directorio de la Empresa
- Colorado Vazquez como Directorio de la Empresa
- Ricardo Centurión como Directorio de la Empresa
- Castillo Sime como Directorio de la Empresa

## Premios
Festival de Cine Latinoamericano de Huelva, 2009
- Premio a la Mejor Película y Premio de la UPN Award.

Festival de Cine Latino de San Diego, 2010
- Premio a la Mejor Película Narrativa.

Festival de Cine Latino de Chicago, 2010
- Segundo Premio del Público.

Festival de Cine Latino de Los Ángeles, 2010
- Premio al Mejor Guion a Rodrigo Grande y Roberto Fontanarrosa

Festival Internacional de Cine de Fort Lauderdale (Estados Unidos), 2010
- Premio del Público a la Mejor Película Extranjera.

Academia de las Artes y Ciencias Cinematográficas de la Argentina, Premios Sur 2010
- Premio al Mejor Guion Adaptado.

- Datos: Q20986696